# SK텔레시스
SK텔레시스 주식회사(SK Telesys)는 대한민국의 통신기기 제조 회사였다.

## 주요 제품
- 인터넷 전화기
- 이동통신 중계기
- 발광다이오드

## 기타
- 2010년에 하이필과 함께 YTN의 공익캠페인 스폰서를 냈다.

## 같이 보기
- W (휴대 전화)